# Michał Pułaski
Michał Pułaski (ur. 18 maja 1936 w Niskieniczach) – polski historyk.

## Życiorys
Syn Józefa i Eleonory. W 1953 ukończył Technikum Ekonomiczne w Krakowie i rozpoczął studia historyczne na Wydziale Filozoficzno-Historycznym Uniwersytetu Jagiellońskiego. Pracę magisterską obronił w 1957 i został zatrudniony w Katedrze Historii Powszechnej Nowożytnej i Najnowszej, kierowanej przez prof. Henryka Batowskiego, zmienionym później na Zakład Historii Powszechnej Najnowszej.
Specjalizował się w dziejach Europy Środkowej i Południowo-Wschodniej w okresie międzywojennym. W 1975 uzyskał stopień doktora habilitowanego, na podstawie rozprawy: Z dziejów genezy „Europy wersalskiej”. Współpraca Słowian zachodnich i południowych w ostatnim etapie I wojny światowej. W 1981 uzyskał stanowisko docenta. 
W 1980 należał do grona osób zakładających NSZZ Solidarność w Uniwersytecie Jagiellońskim. W 1981 objął stanowisko szefa Komisji Uczelnianej związku. W 1988 został wybrany dyrektorem Instytutu Historii UJ i funkcję tę sprawował przez dwie kadencje. Należał do inicjatorów wydawanej w Krakowie serii Studia Polono-Danubiana et Balcanica. W 1993 stanął na czele Stałej Wspólnej Polsko-Czeskiej Komisji Nauk Humanistycznych. Był inicjatorem powstania Polsko-Słowackiej Komisji Nauk Humanistycznych Ministerstwa Edukacji Narodowej i Ministerstwa Szkolnictwa Republiki Słowackiej). W latach 2002–2004 był redaktorem naczelnym rocznika „Kontakty” wydawanego przez tę Komisję.
Jest członkiem Komisji Środkowoeuropejskiej i Komisji Wojen i Wojskowości Polskiej Akademii Umiejętności. Przewodniczy kapitule przyznającej co roku w Krakowie Nagrodę im. Wacława Felczaka i Henryka Wereszyckiego.

## Dzieła
- 1967: Stosunki dyplomatyczne polsko-czechosłowacko-niemieckie od roku 1933 do wiosny 1938
- 1974: Z dziejów genezy „Europy wersalskiej”. Współpraca Słowian zachodnich i południowych w ostatnim etapie I wojny światowej
- 1981: Historia powszechna 1918–1945. Wybór tekstów źródłowych (wspólnie z Barbarą Łyczko-Grodzicką)